# Irena Chmieleńska
Irena Maria Chmieleńska (ur. 29 września 1910 w Wilnie, zm. 16 sierpnia 2008 w Warszawie) – polska psycholog (psychologia wychowawcza), nauczycielka i wychowawczyni, działaczka społeczna, popularyzatorka zagadnień psychologii wychowawczej, reprezentantka szkoły Stefana Baleya; odznaczona medalem Jad Waszem, Sprawiedliwa wśród Narodów Świata.

## Życiorys

### Dom rodzinny
Była pierwszym dzieckiem małżeństwa lekarzy, Marii i Ludwika Chmieleńskich. Urodziła się w Wilnie, gdzie spędziła pierwsze osiem lat życia, przed przeniesieniem się rodziny do Warszawy w roku 1918 (zob. kształtowanie się II Rzeczypospolitej) i zamieszkaniem w Aninie. Dorastała w patriotycznej rodzinie ziemiańskiej. Starsi bracia dziadka Ireny, Władysława Chmieleńskiego – Zygmunt i Ignacy – walczyli w powstaniu styczniowym w stopniu pułkownika, pod dowództwem gen. J. Hauke-Bosaka. Irena za swoją powinność – obowiązek Polki i szlachcianki – uznała służenie innym, starania, aby Polska była niepodległa i sprawiedliwa, przede wszystkim zapewniająca bezpieczeństwo opuszczonym dzieciom (sieroctwo, sieroctwo społeczne). 

### Studia i początek pracy zawodowej
Studia skończyła na Uniwersytecie Warszawskim. Studiowała psychologię wychowawczą pod kierunkiem Stefana Baleya. Po studiach była wychowawczynią w świetlicach, zespołach przedszkolnych i zakładzie poprawczym dla trudnych dziewcząt. Była też nauczycielką psychologii w seminarium dla wychowawczyń przedszkoli oraz współpracowała – jako autorka i redaktorka – z redakcją czasopisma „Wychowanie w zespole”, wydawanego przez Instytut Higieny Psychicznej. Współpracowała m.in. z Januszem Korczakiem i Zofią Zbyszewską.

### Okres II wojny światowej
W czasie okupacji niemieckiej, od września 1939 do wybuchu powstania warszawskiego, nadal pracowała w zespole Stefana Baleya – w poradni psychologicznej, działającej przy Wydziale Opieki Społecznej Zarządu m. Warszawy. Zgodnie ze swoimi zasadami udzielała pomocy potrzebującym, m.in. Żydom (zob. getto warszawskie, udzielana z narażeniem życia pomoc bezpośrednia). O swojej działalności przed powstaniem pisała m.in. w artykule pt. Dzieci wojenne, który ukazał się w „Kuźnicy" 9 grudnia 1945 (cyt. według. J.T. Grossa, STRACH Antysemityzm w Polsce tuż po wojnie. Historia moralnej zapaści:

Niedługo przed powstaniem zainicjowano zbieranie i opracowywanie materiałów dotyczących wpływu wojny na dziecko warszawskie. W związku z tym miałam sporo rozmów z ludźmi, którzy prowadzili obserwację życia dzieci na rozmaitych odcinkach, sama zbierałam materiał dotyczący wpływu wojny na pojęcia etyczne dziecka. Materiał ten spłonął.

Oceniając duchową kondycję młodego pokolenia Polaków, napisała m.in. że okupacyjne doświadczenia wykształciły u młodzieży postawy, cechujące się „… egoizmem rozwiniętym do rozmiarów, jakich istnienia nie podejrzewaliśmy […]. Współczucie przestało istnieć …”. Napisała również:

Dwa były główne źródła demoralizacji dziecka Warszawy: sprawa żydowska oraz handel, szmugiel, szaber, kradzież, kant - procedery, których ściśle rozgraniczyć nie sposób. Chłopcy już od lat sześciu, najczęściej dziesięcio-, trzynastoletni, spędzali całe noce na dyżurowaniu przy murach getta i szantażowaniu przechodzących przez mury Żydów. Za dnia ci sami chłopcy prześlizgiwali się pod te same mury, żeby za ciężkie pieniądze sprzedać Żydom chleb i kartofle, a kupić za bezcen ubranie. Nikt nie potrafiłby im wytłumaczyć, że postępują niewłaściwie.

Po kapitulacji powstania została wysiedlona z Warszawy; kontynuowała działalność społeczną i opiekuńczą, początkowo w podkrakowskich wsiach i krakowskim Pogotowiu Opiekuńczym dla dzieci warszawskich (zob. akcja pomocy wysiedleńcom), a potem znowu w Warszawie.

### Czasy powojenne
Do września 1948 roku pracowała w Wydziale Opieki Społecznej Zarządu Lewobrzeżnej Warszawy, w Ministerstwie Pracy Opieki Społecznej oraz w Ministerstwie Oświaty jako wizytator Domów Dziecka. Jej rezygnacja z tej pracy i wyjazd do Lidzbarka Warmińskiego były wyrazem protestu przeciw „nowym porządkom” i metodom wychowywania „budowniczych socjalizmu”. W Lidzbarku objęła kierownictwo Państwowego Domu Dziecka. Przygotowywała opracowania na temat nauczania i wychowania. Te publikacje sprawiły, że po odwilży październikowej (1956) otrzymała stanowisko kierownika redakcji pedagogicznej w Polskim Radio (prowadziła audycję „Pięć minut o wychowaniu”). Po kilku latach objęła w Towarzystwie Przyjaciół Dzieci redakcję miesięcznika „Przyjaciel Dziecka”. W tym czasie podjęła inicjatywę tzw. „podwórkowego wychowywania dzieci”, którą udało jej się zainteresować grono ofiarnych społeczników (część wyników tej pracy przedstawiła w pracach „Pedagogika podwórkowa” i „Wychowywanie na podwórku”)
.
Równocześnie pełniła społecznie funkcję kuratora sądowego dla nieletnich, pracowała jako opiekun rodzin niepełnosprawnych wychowawczo, pisała i redagowała poradniki dla innych opiekunów społecznych (np. „Gdy rodzina potrzebuje pomocy”). W swoim domku w Aninie przy ulicy IX Poprzecznej (przerobionym z przedwojennego domku letniskowego) przez ponad 50 lat opiekowała się wieloma ludźmi bezdomnymi, bez środków do życia, dając im schronienie i „talerz zupy”. Aniński adres był zawsze niezawodny dla przedstawicieli Ruchu Gaudium Vitae (stowarzyszenie wspierające samotne, często młodociane matki, odrzucone przez rodziny, partnerów lub środowisko).
W całym okresie narastania opozycji antykomunistycznej w Polsce „dziupla” Ireny Chmieleńskiej służyła opozycjonistom, np. z KOR i Solidarności (korzystał z niej Jacek Kuroń i wielu innych znanych działaczy) – w Aninie działała drukarnia, przechowywano papier, farby, wydawnictwa podziemne. Z tego lokalu korzystały wydawnictwa „Nowa 1” i „Nowa 2” (zob. Niezależna Oficyna Wydawnicza), CDN, „Krąg”, „Oficyna Niepokornych”.
Przemiany, które zaszły w Polsce w przełomowym roku 1989 Irena Chmieleńska powitała z nadzieją (wzorem swoich babć i ciotek ocalałe z czasów wojny rodowe kosztowności złożyła w patriotycznym darze Tadeuszowi Mazowieckiemu), jednak wkrótce zaniepokoił ją kierunek zmian – zaczęła sprzeciwiać się pseudodemokracji, niesprawiedliwości, objawom braku wrażliwości nowych decydentów na ludzką biedę. Wspierała Ruch Obywatelski na rzecz Jednomandatowych Okręgów Wyborczych sprzeciwiający się ordynacji proporcjonalnej (zob. Jerzy Przystawa). 

## Publikacje

### Przed wybuchem II wojny światowej
W wydanej w roku 1998 pracy Bibliografia polska 1901-1939 wymieniono publikacje Ireny Chmieleńskiej, opracowane w Instytucie Higieny Psychicznej (Koło Przyjaciół Instytutu Higieny Psychicznej), wydane przez Polskie Towarzystwo Higieniczne w Warszawie: 
- 1936 – Kara w wychowaniu
- 1938 – Trudny wiek chłopców od 12 do 14 lat[18],
- 1938 – Trudny wiek dziewcząt. 12–13 lat
- 1938 – Dorastające dziewczęta 14–17 lat

### Po wojnie
Artykuł, przygotowany na podstawie badań, wykonanych w czasie okupacji niemieckiej
- 1945 – Dzieci wojenne, „Kuźnica", nr 15 (9 grudnia); artykuł ukazał się równolegle w jednodniówce „Dziecko", wydanej w Krakowie z okazji Tygodnia Dziecka w grudniu 1945 roku (zob. życiorys, okres II wojny światowej)

publikacje nt. wychowania dzieci i młodzieży oraz opieki społecznejwydawane głównie przez Zarząd Główny TPD, Państwowy Instytut Higieny Psychicznej, Państwowe Zakłady Wydawnictw Szkolnych i Instytut Wydawniczy Związków Zawodowych:
- 1946 – Trudny wiek chłopców od 12 do 14 lat (wznowienie)[18]
- 1947 – Kara w wychowaniu (wznowienie)[19]
- 1947 – przedmowa do książki Irena Merżan pt. Moja praca w domu dziecka[20]
- 1953 – Makarenko doradca rodziców[21]
- 1961 – Ogród Jordanowski, praca zbiorowa pod red. I. Chmieleńskiej[22]
- 1963 – Pedagogika podwórkowa, praca zbiorowa pod red. I. Chmieleńskiej[11][e]
- 1969 – Wychowanie na podwórku[12]
- 1990 (wyd. 2) – Gdy rodzina potrzebuje pomocy[14]

prace związane z działalnością opozycyjną, np.
- 1988 – słowo wstępne (pod pseudonimem Rena Kopystyńska) do książki współpracowniczki i przyjaciółki, Zofii Zbyszewskiej (pseudonim Jan Długosz) pt. Dzieje Polski: w latach 1900–1950[25], wyd. Oficyna Niepokornych[16][6]

## Wyróżnienia i upamiętnienie
Jerzy Przystawa, autor pośmiertnego wspomnienia Irena Chmieleńska (1910–2008): Kto ratuje jedno dziecko… podkreślał, że była osobą bardzo skromną, która za swoją pracę nie oczekiwała nagród, apanaży, zaszczytów, wyrazów uznania. Nie otrzymywała ich, jednak J. Przystawa wyrażał nadzieję, że jej wytrwała praca społecznika nie zostanie zapomniana, że jej zasługi zostaną docenione w Polsce, tak jak doceniono w Jerozolimie ofiarność Marii i Ludwika Chmieleńskich oraz ich córki Ireny w ratowaniu Żydów w czasie okupacji hitlerowskiej. W roku 1998, po ponad 50 latach od zakończenia wojny, Instytut Pamięci Męczenników i Bohaterów Holocaustu Jad Waszem podjął decyzję o umieszczeniu w Parku Sprawiedliwych wśród Narodów Świata, na Wzgórzu Pamięci, tablicy z nazwiskami Ireny Chmieleńskiej i jej rodziców

„w dowód uznania, że z narażeniem własnego życia
ratowali Żydów prześladowanych w latach okupacji hitlerowskiej”

Według Jerzego Przystawy społeczne działania Ireny Chmieleńskiej można określić trawestując pochodzącą z Talmudu sentencję: „Kto ratuje jedno życie – ratuje cały świat” (umieszczoną na medalu Jad Waszem):

kto ratuje jedno dziecko, ten jakby cały świat uratował.

Jej nazwisko J. Przystawa stawia obok nazwisk takich społeczników, jak Janusz Korczak lub Zofia Zbyszewska.
Irena Chmieleńska została w pamięci wielu ludzi, którym pomagała, np. członków rodziny Dowlaszów. Inka, biologiczna córka Weroniki i Grzegorza, napisała o jej wizytach w Szczecinie m.in.:

… ruchliwa, bezwiekowa pani, z kukiełką czarnych włosów, upiętych gładko z tyłu głowy. … Przyjeżdżała na Mączną zazwyczaj nieoczekiwanie, od razu rzucała się w wir pomagania przy wszystkim, od rana można było słyszeć jej donośny śmiech. Rodzice jej wtórowali. To Ciotka Irena wniosła w życie, ciężkie z konieczności i pełne powagi, pewien styl patrzenia na rzecz każdą z kilku punktów widzenia, zinterpretowania sprawy tak, że można było wybuchnąć serdecznym śmiechem. … Dzieliła z rodzicami bieżące radości i troski, wsparła ich i naprawdę dogłębnie doceniła. … Kochana, piękna dusza.